# سید نعمت‌الله جزایری
سید نعمت‌الله موسوی جزایری (زاده ۱۰۵۰ ق، روستای صباغیه از جزایر بصره، عراق) فرزند سید عبدالله که به دوازده واسطه نسب او به عبدالله پسر موسی بن جعفر می‌رسد یکی از اعلام بزرگ شیعه در اواخر سده یازدهم و اوایل سده دوازدهم هجری است که به سید جزائری معروف بوده‌است.

## زندگی
نسب او بر اساس کتاب اجازات علمای حویزه تألیف سید عبدالله سالف الذکر چنین است:
سید نعمت‌الله فرزند عبدالله فرزند محمد فرزند حسین فرزند احمد فرزند محمود فرزند غیاث الدین فرزند مجدالدین فرزند نورالدین فرزند سعدالله فرزند عیسی فرزند موسی فرزند عبدالله فرزند موسی الکاظم. در سال ۱۰۵۰ ه‍.ق در قریه صباغیه از قراء جزایر متولد شد.
سید نعمت‌الله دارای چهار فرزند بود، بنام‌های: سید نور الدین، سید حبیب‌الله، سید محمد شفیع قاضی و سید جمال الدین. وی در جزایر (جنوب) و فارس مقدمات و قسمتی از سطوح فقهی را به پایان برد، سپس در دارالعلم اصفهان سال‌ها از حضور استادان مختلفی چون محقق خوانساری، محقق سبزواری، حاج میرزا رفیعا، ملا محسن فیض کاشانی و به‌خصوص علامه مجلسی بهره‌مند بود. سید جزائری در فقه و حدیث و روایات و تفسیر و سایر علوم متداول مهارت داشت.
وی سال‌های زیادی از عمر خود را در اصفهان گذارند، خیلی با علامه مجلسی مأنوس بود و در بیشتر اوقات شبانه روز در محضر او همکاری صمیمانه‌ای داشت. سید نعمت‌الله در این باره می‌گوید:
«با آنکه با استاد زیاد محشور بودم و گاه مرا با فکاهیات لطیف و مطائبات کثیر پس از اشتغال زیاد از خستگی می‌رهانید، به هنگام تشرف دقایقی می‌گذشت، تا جرأت مصاحبت از نزدیک پیدا می‌شد زیرا وجود عزیزش برای همگان و وقار خاصی برخوردار بود.»
سید نعمت‌الله در سالهایی که علامه مجلسی مشغول تدوین و نگاشتن بحارالانوار بود بهترین همدم و مددکار وی بود.

## توطن در شوشتر
سید نعمت‌الله بنا را در اختیار وطن بر استخاره از قرآن گذاشت. تفأّل به توطن شوشتر خوب آمد لهذا رهسپار شوشتر گردید. فتحعلی‌خان حاکم شوشتر و خوزستان و میرزا عبدالله خان مرعشی و سایر اعیان و اشراف به استقبال شتافتند. محمدتقی کلانتر بنای کاروانسرایی شروع کرده بود و آن را به سید نعمت‌الله تقدیم نمود. سید نعمت‌الله تغییراتی در آن داده و مدرسه‌اش قرار داد که تا این زمان برقرار و به نام مدرسه جزایریه شوشتر معروف است. در سال هزار و صد و یازده (۱۱۱۱ ه‍.ق) سید نعمت‌الله در بازگشت از سفر مشهد مریض شد و در شب جمعه بیست و سوم شوال هزار و یک صد و دوازده (۱۱۱۲ ه‍.ق) در نزدیک پل‌دختر درگذشت.
محدث قمی ضمن شرح مفصلی از حالات و مقامات او می‌نویسد او در شب جمعه بیست و سوم شوال سال ۱۱۱۲ ه‍.ق در پلدختر (در استان لرستان) فوت کرد و فرزند ارشد وی سید نورالدین معروف به آقا نور وارث جایگاه وی گردید.

## شاگردان
- فتح‌الله بن علوان کعبی (۱۶۴۳–۱۷۱۸)[۷]

## کتابشناسی
- الانوار النعمانیه فی بیان معرفة النشأة الانسانیه
- انیس الفرید فی شرح التوحید، تحفه الاسرار فی الجمیع بین الاخبار
- الجواهر الغوالی فی شرح عوالی اللثالی
- ریاض الابرار فی مناقب الائمه الاطهار
- زهر الربیع
- الغایه القصوی
- عقود المرجان فی تفسیر القرآن
- مشکلات المسائل
- منبع الحیاه فی اعتبار قول المجتهدین من الاموات
- نوادر الاخبار
- النور المبین فی قصص الانبیاء و المرسلین
- هدیه المبین
- تحفه الراغبین[۸]
- فروق اللغه

## مراسم بزرگداشت
در اسفندماه سال ۱۳۹۱ کنگره دو روزه سید نعمت‌الله جزایری با حضور سید محمد حسینی وزیر ارشاد دولت دهم در شهر شوشتر برگزار شد. در این مراسم که در آن سید محمدعلی موسوی جزایری امام جمعه اهواز و از نوادگان سید نعمت‌الله جزایری نیز حضور داشت، از تمبر یادبود سید نعمت‌الله جزایری و کتاب زندگینامه او رونمایی شد.

## به بیرون
- Rizvi, Sajjad (2010). "Sayyid Ni'mat Allāh al-Jazā'irī and his Anthologies: Anti-Sufism, Shi'ism and Jokes in the Safavid World". Die Welt des Islams (به لاتین). Brill Academic Publishers. 50 (2): 224–242. doi:10.1163/157006010x514497. Retrieved 2014-05-23. {{cite journal}}: Unknown parameter |ماه= ignored (help)

وب سایت خاندان سادات جزایری
- سید نعمت‌الله جزایری
- جزایری، سید نعمت‌الله